# Harris' slankbeer

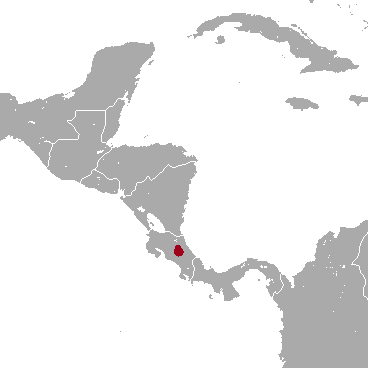
leefgebied van de Harris' slankbeer

De Harris' slankbeer (Bassaricyon lasius) is een niet langer erkende zoogdiersoort. Het bleek niet te verschillen van Gabbi's slankbeer (Bassaricyon gabbii) en wordt nu als een synoniem voor die soort gerekend.
Deze slankbeer leeft alleen in de regenwouden rondom de Río Estrella in het centrale deel van Costa Rica. Wat betreft uiterlijk en leefwijze lijkt de Harris' slankbeer op de verwante olingo.